# Oligia ambiguella
Oligia ambiguella là một loài bướm đêm trong họ Noctuidae.